# Agave zebra
Agave zebra ist eine Pflanzenart aus der Gattung der Agaven (Agave). Ein englischer Trivialname ist „Zebra Agave“.

## Beschreibung
Agave zebra wächst einzeln. Die offenen Rosetten sind weit ausgebreitet. Die grauen bis bläulichen, lanzettförmigen, tief rinnigen, aufgerauten Blätter mit den typischen Querbändern sind 50 bis 80 cm lang und 12 bis 17 cm breit. Die welligen Blattränder sind unregelmäßig gezahnt. Der spitze, braune bis graue Enddorn wird 3,5 bis 7,5 cm lang.
Der rispige, gerade bis gebogene schmale Blütenstand wird 6 bis 8 m hoch. Die gelben Blüten sind 50 bis 70 mm lang, erscheinen am oberen Teil des Blütenstandes und bilden sich an locker angeordneten variablen Verzweigungen. Die trichterige Blütenröhre ist 6 bis 7 mm lang.
Die länglichen bis eiförmigen braunen dreikammerigen Kapselfrüchte sind 40 bis 50 mm lang und 12 bis 15 mm breit. Die schwarzen Samen sind 4,5 bis 5 mm lang und 4 bis 4,5 mm breit.
Die Blütezeit reicht von Juni bis August.

## Systematik und Verbreitung
Agave zebra wächst endemisch in Mexiko im Bundesstaat Sonora an steinigen Kalkhängen in 700 bis 1000 m Höhe.
Die Erstbeschreibung durch Howard Scott Gentry ist 1972 veröffentlicht worden.
Agave zebra ein Vertreter der Gruppe Marmoratae und wächst begrenzt in der Sirra del Viejo und Cerro Quituni in Nord Sonora. Typisch sind die auffällig quer gebänderten Streifen auf den Blättern mit den kräftigen, gebogenen, gezahnten Blatträndern. Agave zebra ähnelt Agave fortiflora, jedoch sind Unterschiede der Blatt- und Blütenstruktur erkennbar.